# Жок
Жок (рум. joc — «игра, танец») — массовый молдавский и румынский народный танец. Движение танца динамичное. Музыкальный размер 2/4, темп постепенно ускоряется; встречаются также размеры 6/8 и 3/8. В разных районах Молдавии существуют самостоятельные варианты музыки и танцевальных шагов жока.
Обычное построение в танце — большой общий круг, из которого танцоры перестраиваются в маленькие круги, образуя различные переплетения, линии, передвигаясь навстречу друг другу в центр круга и обратно. Часто в танце используются два круга: в одном из них могут находиться девушки, а в другом — юноши.
Существуют варианты танца: Жок бэтрынеск (рум. Joc bătrînesc — «танец стариков»), Жок-де-глумэ (рум. Joc de glumă — «шуточный танец»), Жок Маре — большой Жок, Жок де драгосте — танец любви и другие.
Жок — один из самых известных и любимых танцев молдаван. Он настолько популярен, что этим словом стало называться массовое народное гулянье с танцами и играми.